# 熊皮山
78°20′S 85°37′W / 78.333°S 85.617°W

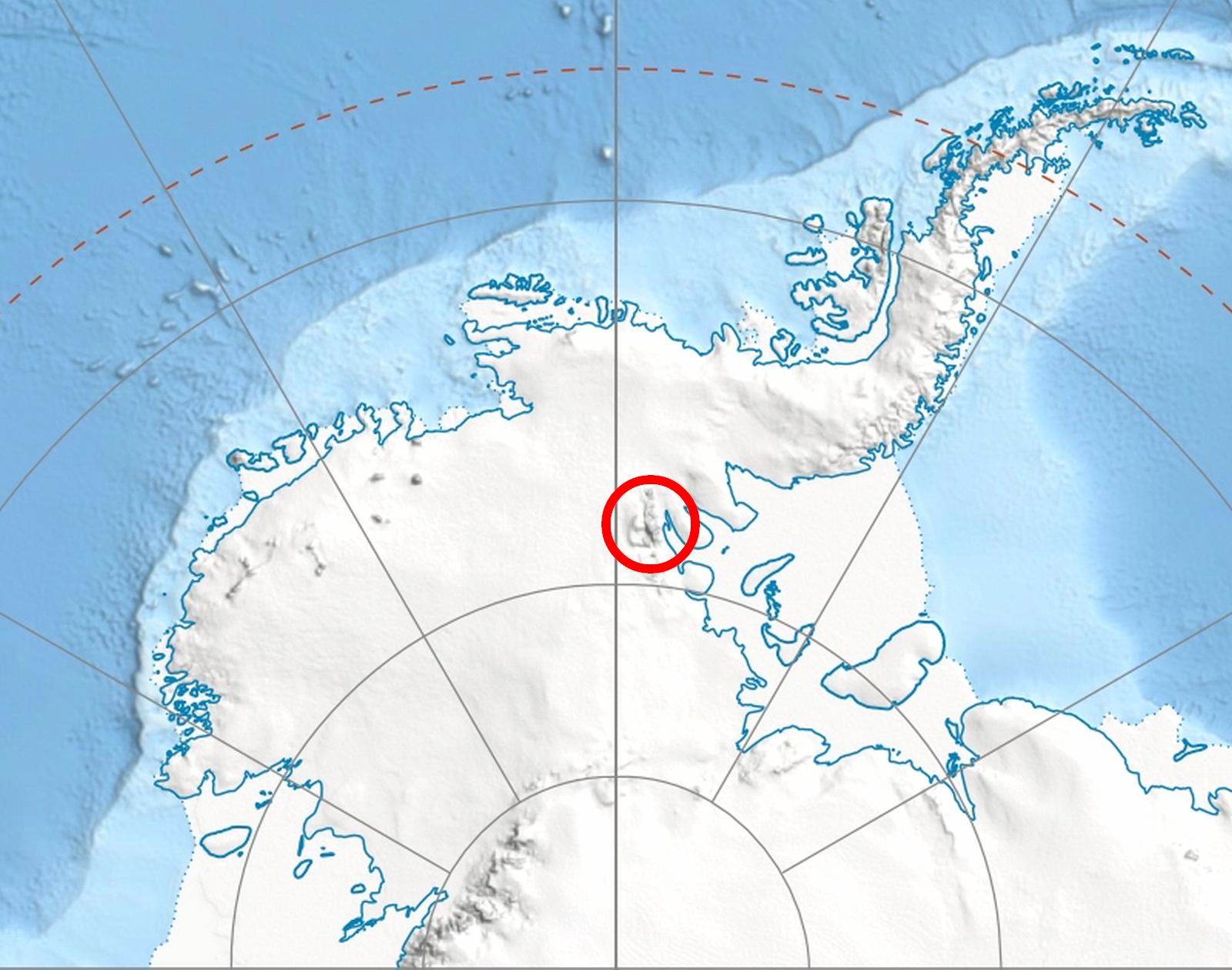

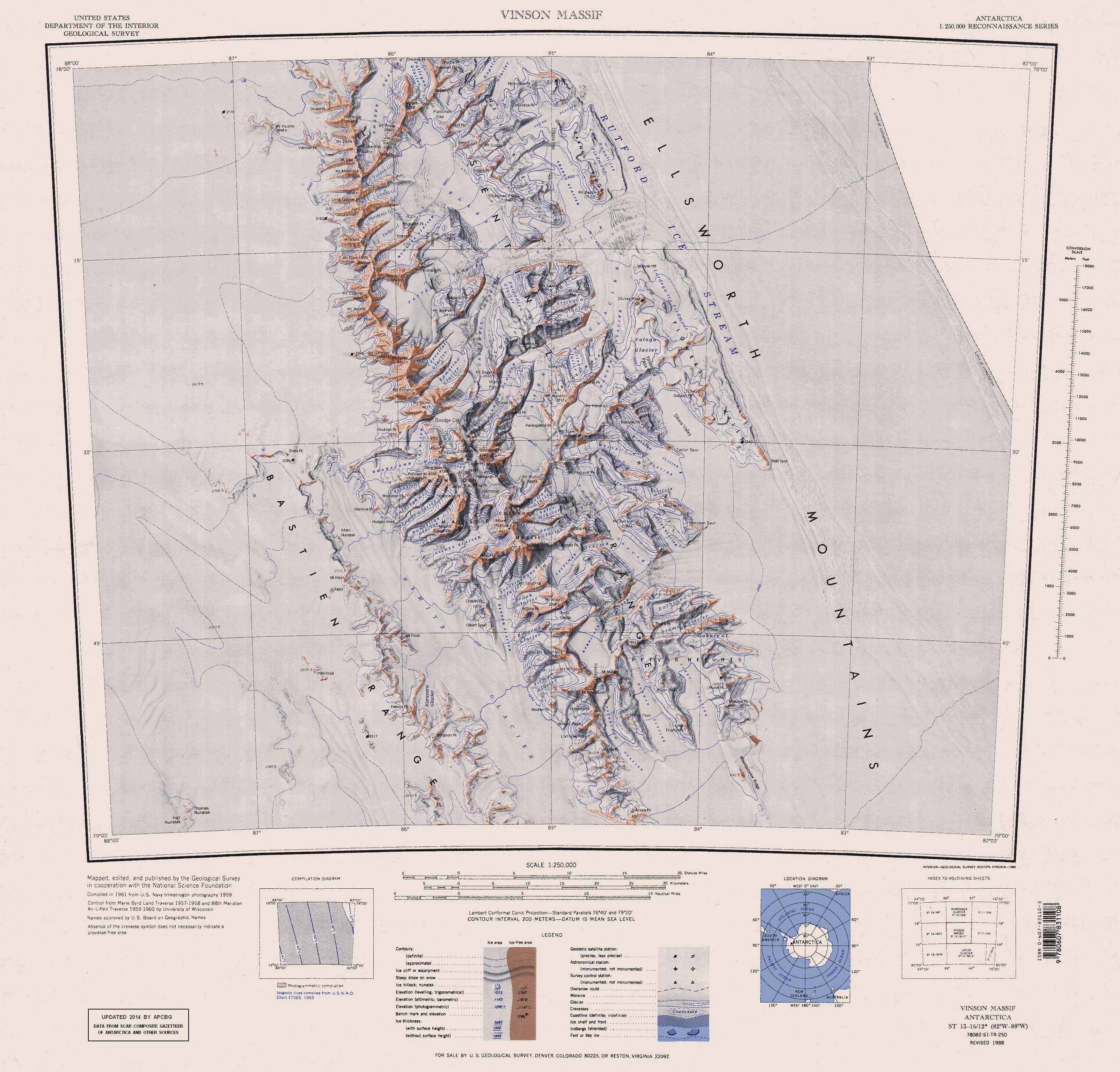

熊皮山是南極洲的山峰，位於埃爾斯沃思地，處於埃爾斯沃思山脈的森蒂納爾嶺，海拔高度2,850米，根據美國地質調查局的測量和美國海軍的空中照片被繪入地圖。